# Фигурное катание на зимних Олимпийских играх 1976 — танцы на льду
Соревнования в танцевальных парах фигурного катания на зимних Олимпийских играх 1976 прошли 4, 5 и 9 февраля в Инсбрук (Австрия) на искусственном льду Олимпийского стадиона.
Медали в танцах на льду были разыграны впервые в истории Олимпийских игр.

## Медалисты
| Дисциплина    | Золото                                      | Серебро                                 | Бронза                                |
| ------------- | ------------------------------------------- | --------------------------------------- | ------------------------------------- |
| Танцы на льду | СССР · Людмила Пахомова · Александр Горшков | СССР · Ирина Моисеева · Андрей Миненков | США · Коллин О’Коннор · Джеймс Миллнс |

## Результаты
| Место | Имя                                   | Страна         | Обязательный танец | Произвольный танец | Баллы  | Сумма мест |
| ----- | ------------------------------------- | -------------- | ------------------ | ------------------ | ------ | ---------- |
| 1     | Людмила Пахомова / Александр Горшков  | СССР           | 1                  | 1                  | 209.92 | 9          |
| 2     | Ирина Моисеева / Андрей Миненков      | СССР           | 2                  | 2                  | 204.88 | 20         |
| 3     | Коллин О’Коннор / Джеймс Миллнс       | США            | 3                  | 3                  | 202.64 | 27         |
| 4     | Наталья Линичук / Геннадий Карпоносов | СССР           | 4                  | 4                  | 199.10 | 35         |
| 5     | Кристина Регёци / Андраш Шаллаи       | Венгрия        | 5                  | 5                  | 195.92 | 48.5       |
| 6     | Матильде Чичча / Ламберто Чезерани    | Италия         | 7                  | 6                  | 191.46 | 58.5       |
| 7     | Хилари Грин / Глин Уоттс              | Великобритания | 6                  | 7                  | 191.40 | 57         |
| 8     | Джанет Томпсон / Уоррен Максвелл      | Великобритания | 8                  | 8                  | 186.80 | 78         |
| 9     | Тереза Вейна / Пётр Боянчик           | Польша         | 9                  | 11                 | 182.20 | 90         |
| 10    | Барбара Березовски / Дэвид Портер     | Канада         | 10                 | 9                  | 182.90 | 86         |
| 11    | Ева Пештова / Иржи Покорны            | Чехословакия   | 11                 | 10                 | 180.60 | 96         |
| 12    | Кей Барсдел / Кеннет Фостер           | Великобритания | 13                 | 13                 | 175.16 | 111        |
| 13    | Сьюзан Карскаллен / Эрик Джиллис      | Канада         | 14                 | 12                 | 175.96 | 107        |
| 14    | Изабелла Рицци / Луиджи Фрерони       | Италия         | 17                 | 14                 | 168.64 | 133        |
| 15    | Джуди Дженовези / Кент Уигль          | США            | 15                 | 16                 | 168.26 | 134        |
| 16    | Стефания Бертеле / Вальтер Чеччони    | Италия         | 16                 | 17                 | 166.22 | 140        |
| 17    | Сьюзан Келли / Эндрю Струкофф         | США            | 18                 | 15                 | 165.12 | 147        |
| WD    | Сюзи Хандшман / Петер Хандшман        | Австрия        | 12                 |                    |        |            |

WD = спортсмены снялись с соревнований